# Zoe Chore
Zoe Chore (ur. 26 lutego 1998) – kanadyjska narciarka dowolna, specjalizująca się w skicrossie, złota medalistka mistrzostw świata juniorów.

## Kariera
Po raz pierwszy na arenie międzynarodowej pojawiła się 18 lutego 2015 roku w Fernie, gdzie w zawodach Nor-Am Cup zajęła czwarte miejsce. W 2019 roku zdobyła złoty medal podczas mistrzostw świata juniorów w Reiteralm.
W Pucharze Świata zadebiutowała 20 stycznia 2018 roku w Nakisce, gdzie zajęła 25. miejsce. Tym samym już w swoim debiucie wywalczyła pierwsze pucharowe punkty. Na podium zawodów tego cyklu po raz pierwszy stanęła 14 grudnia 2021 roku w Arosie, kończąc rywalizację na trzeciej pozycji. W zawodach tych wyprzedziły ją tylko jej rodaczka, Marielle Thompson i Fanny Smith ze Szwajcarii. W sezonie 2020/2021 zajęła dziesiąte miejsce w klasyfikacji generalnej skicrossu.
Na mistrzostwach świata w Idre Fjäll w 2021 roku zajęła czternastą pozycję.

## Osiągnięcia

### Mistrzostwa świata
| Miejsce | Dzień     | Rok  | Miejscowość | Konkurencja | Zwyciężczyni   |
| ------- | --------- | ---- | ----------- | ----------- | -------------- |
| 14.     | 13 lutego | 2021 | Idre Fjäll  | Skicross    | Sandra Näslund |

### Puchar Świata

#### Miejsca w klasyfikacji generalnej
- sezon 2017/2018: 213.
- sezon 2018/2019: 179.
- sezon 2019/2020: 85.

Od sezonu 2020/2021 klasyfikacja skicrossu zastąpiła klasyfikację generalną.
- sezon 2020/2021: 10.
- sezon 2021/2022: 18.

#### Miejsca na podium w zawodach
1. Arosa – 14 grudnia 2021 (skicross) – 3. miejsce